# Elektriciteitsstoring in Noord-Amerika op 14 augustus 2003

Gebieden zonder elektriciteit op 14 augustus 2003.

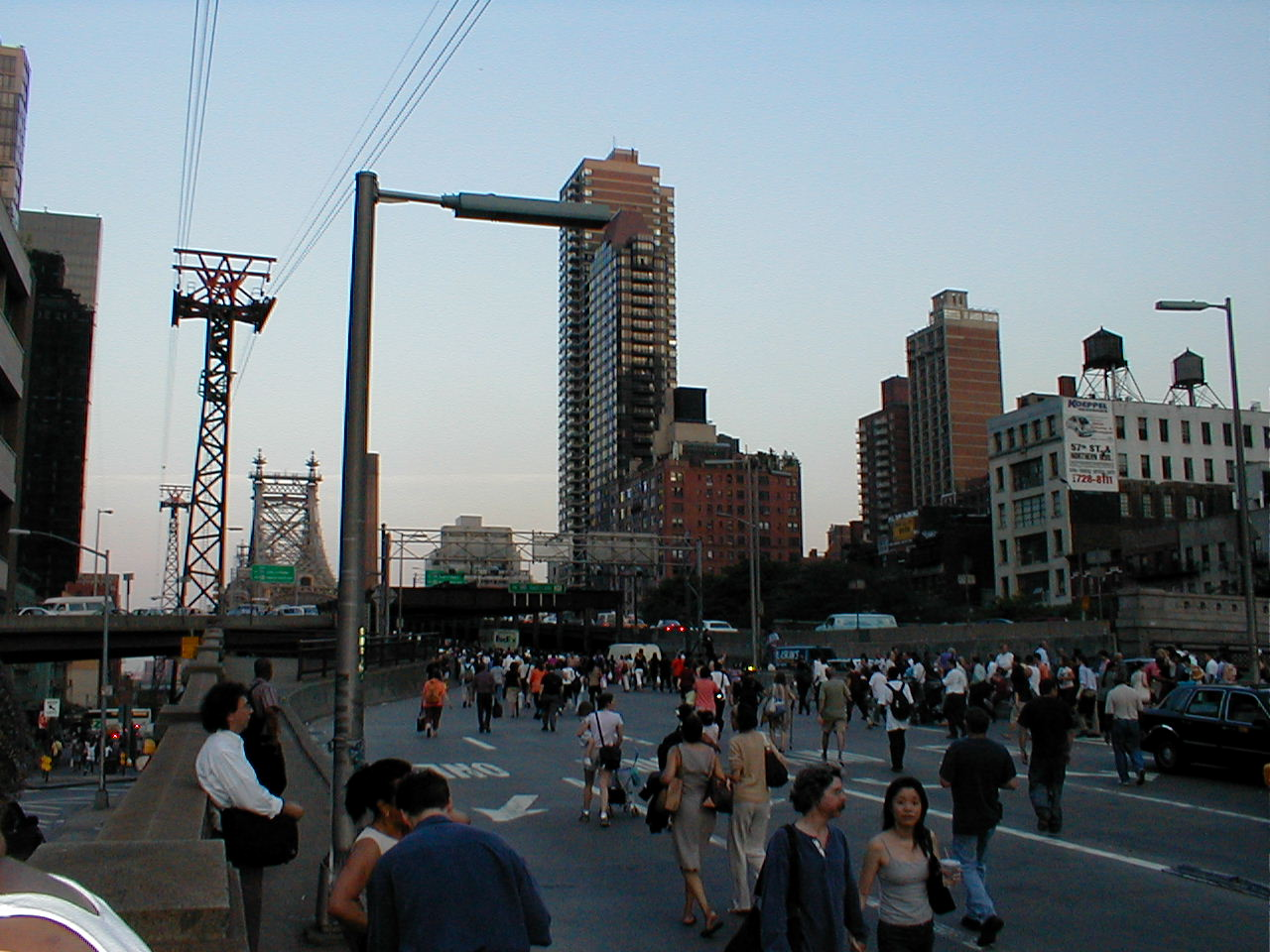
New York tijdens de stroomuitval.

Op 14 augustus 2003 viel in grote delen van het noordoosten van de Verenigde Staten en Canada de elektriciteit uit. In totaal zaten 10 miljoen inwoners van de Canadese provincie Ontario zonder stroom, en ook 40 miljoen inwoners van acht Amerikaanse staten hadden geen elektriciteit tot hun beschikking. Het was daarmee de ernstigste stroomuitval in de geschiedenis van Noord-Amerika. De totale schade werd geschat op zes miljard dollar.

## Oorzaken
Aanvankelijk werd gedacht dat de oorzaak van de stroomuitval bij Canada lag, of dat een computervirus een computer had aangetast, maar de oorzaak bleek bij een elektriciteitsbedrijf in Eastlake in Ohio te liggen. Door een te grote vraag naar elektriciteit, mogelijk veroorzaakt door de hoge temperaturen op dat moment in Noord-Amerika, viel rond 12.15 uur 's middags de elektriciteitscentrale uit. Door het overbelasten van hoogspanningskabels zetten deze uit, en raakten bomen en takken waardoor nog enkele lijnen onderbroken werden. Door een domino-effect vielen nog eens 100 energiecentrales uit.
Door een bug in de software bij de elektriciteitscentrale in Ohio werd er geen noodprogramma opgestart.
Er was een bug in het beheersysteem van General Electric, die een race condition kon veroorzaken die het systeem in een eindeloze lus bracht. Toen de fout zich voordeed, was het alarmsysteem van de controlekamer in Ohio onklaar voor meer dan een uur, zonder dat de operators dit wisten. Ook het back-up-systeem faalde vervolgens. Doordat de operators geen alarm opmerkten, negeerden ze een melding van American Electric Power over een fout op de lijn van 345 kV in Noord-Oost-Ohio.

## Gevolgen
In de nacht van de stroomuitval was het in een groot gedeelte van de Verenigde Staten pikdonker. Sterren en satellieten die nooit zichtbaar waren, waren nu duidelijk te zien. Indirect vielen er acht doden ten gevolge van de stroomuitval.